# Calydna candace
Calydna candace är en fjärilsart som beskrevs av William Chapman Hewitson 1859. Calydna candace ingår i släktet Calydna och familjen Riodinidae. Inga underarter finns listade i Catalogue of Life.

## Bildgalleri

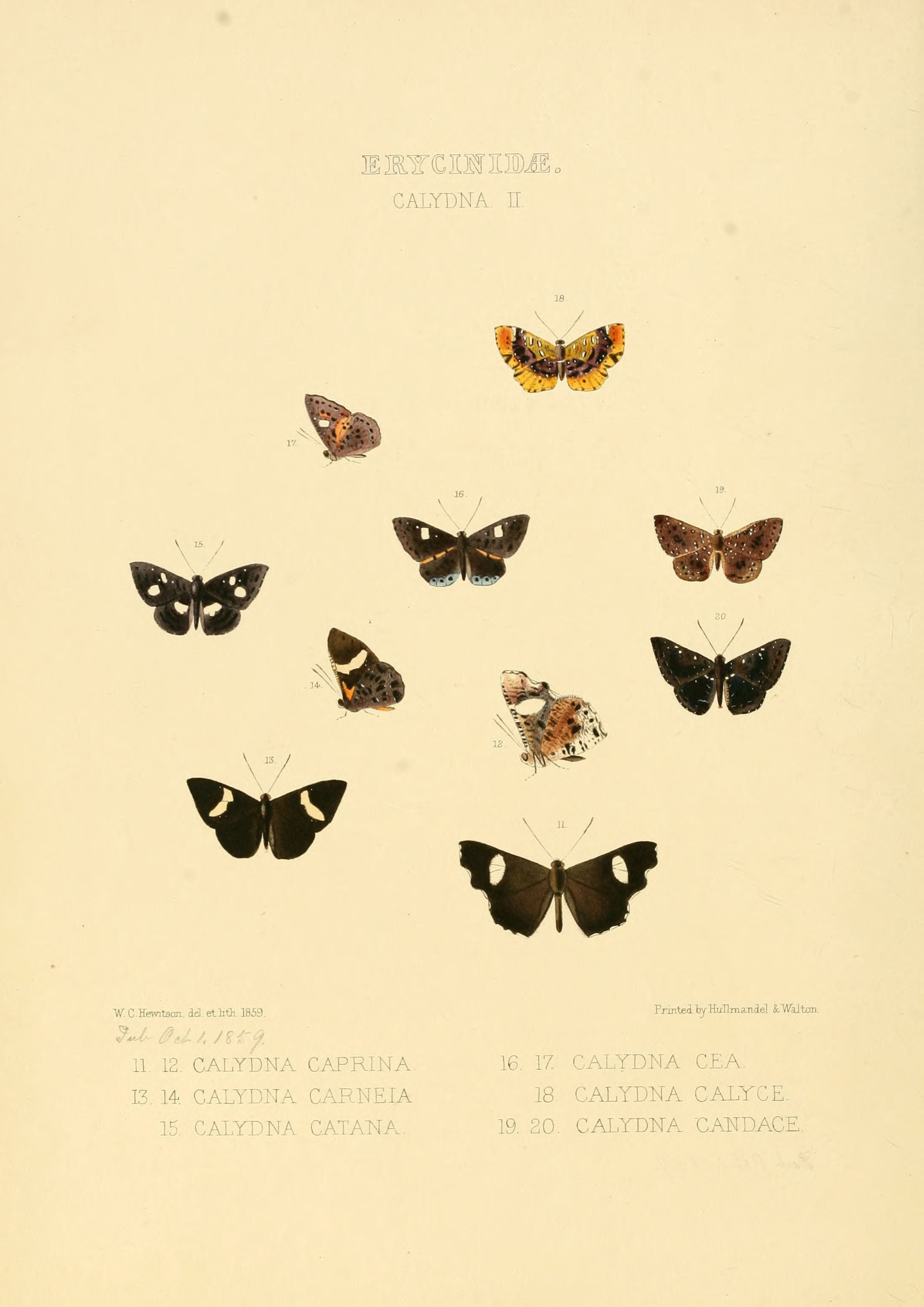